# 沈阳化工大学
沈阳化工大学，创校于1952年，位于中华人民共和国辽宁省沈阳市，是一所以工科为主，以化工为特色，工、理、管、经、文、法、医等7大学科门类相结合的大学。

## 校史
沈阳化工大学始建于1952年7月15日，建校时校名为“沈阳化学工业技术学校”，隶属东北人民政府工业部，校址选定沈阳市铁西区尚武街3号（现在的爱工南街11号），当年设化工、机械、电机3个专业科；
1953年10月，学校隶属中央重工业部，更名为“重工业部沈阳化学工业学校”。
1953年至1958年，沈阳机械工业学校化工科、吉林工业学校染料专业和分析专业、大连工业学校电机科、沈阳市化工学校等相继并入；
1956年国家组建化学工业部，学校由隶属重工业部转为隶属化学工业部；
1958年8月10日学校升格为本科正式建立“沈阳化工学院”，隶属辽宁省人民政府，原中国科学院院长郭沫若为学校题写了校名；
1960年6月，经辽宁省委批准，学院更名为“辽宁科学技术大学”；
1962年4月，学校重新隶属化学工业部，校名改回沈阳化工学院；
1970年12月至1978年6月“文革”中，学校被迫迁至抚顺市办学，更名为“抚顺化工学院”；
1978年7月迁回沈阳恢复原校名“沈阳化工学院”，学校重新隶属化学工业部；
1998年8月国家调整高等学校管理体制，管理体制变为“中央与地方共建，以地方管理为主”；
2010年3月，经教育部批准，更名为沈阳化工大学。

## 校园
校园面积近1500亩，图书馆藏书90多万册。

## 院系设置
截止至2018年12月，学校共有研究生院、化学工程学院、应用化学学院、信息工程学院、能源与动力工程学院、机械工程学院、计算机科学与技术学院、材料科学与工程学院、制药与生物工程学院、环境与安全工程学院、经济与管理学院、人文与社会科学学院、工业与艺术设计系、数理系、外语系、体育系、马克思主义学院、应用技术学院、继续教育学院、国际教育学院共20个二级院系。